# Oberea sylvia
Oberea sylvia es una especie de escarabajo longicornio del género Oberea, subfamilia Lamiinae. Fue descrita científicamente por Pascoe en 1858.
Se distribuye por China. Mide 12,5-13,5 milímetros de longitud.